# Камыш (Татарстан)
Камыш — деревня в Пестречинском районе Татарстана. Входит в состав Богородского сельского поселения.

## География
Находится в северо-западной части Татарстана на расстоянии приблизительно 9 км на запад по прямой от районного центра села Пестрецы вблизи автомобильной дороги Казань-Уфа.

## История
Основана в 1920-х годах.

## Население
Постоянных жителей было: в 1926—165, в 1949—181, в 1958—169, в 1970 — 65, в 1979 — 32, в 1989 — 16, в 2002—6 (русские 100 %), 12 в 2010.